# Стікс
Стікс (гр. Styx; stygeo — ненавиджу, жахаюся) — одна з річок Аїду, що дев'ять разів обтікала підземне царство. Воду Стіксу вважали отруйною. Священними водами Стіксу клялися олімпійські боги.
Клятва водою Стікс — найстрашніша (За Гесіодом).
Води річки Стікс, які текли зі скелі в Аїді, Зевс зробив заставою клятв. Ця честь була надана Стікс за те, що вона разом зі своїми дітьми (Нікою, Зелосом, Кратосом і Бією) була його союзницею в боротьбі проти титанів.
За однією з давніх легенд, відомий герой Ахілл отримав свою невразливість завдяки тому, що його мати, богиня Фетіда, опустила його в води священного Стіксу.
В історичні часи річку Стікс бачили в потоці біля Нонакриса (в північній Аркадії), говорили, що цією водою був отруєний Александр Македонський.
Назва річки вживається у вислові «піти на Стікс» — померти.
Стікс — одна з старших дочок Океана й Тетії, по іншій версії, вона — дочка Нюкти і Ереба, уособлення мороку й жаху. За Гесіодом, Стікс — дружина Палланта, мати Ніки (богині перемоги), Зелоса (заздрість), Кратоса (сила) і Бії (насилля).
Під час боротьби Кроноса із Зевсом Стікс раніше інших богів разом з дітьми прийшла на допомогу Зевсу. За це він зробив її богинею клятв, а її води - їх символом. Діти Стікс особливо важливі для Зевса, так як вони завжди його супроводжують (особливо Ніка).
Стікс жила далеко, на крайньому заході, де починається царство ночі, в розкішному палаці, срібні колони якого впиралися в небо. Це місце було віддалено від оселі богів, лиш іноді залітала сюди Ірида за священною водою, коли боги в суперечках клялися водами Стікс. Клятва вважалася священною, і за порушення її навіть богів чекала страшна кара: ті, що не дотримувалися клятв, лежали рік без ознак життя і потім на дев'ять років ставали вигнанцями з сонму небожителів.
Існує міф про те, що Персефона — дочка Зевса і Стікс. Стікс згадується поміж інших німф і богинь, що грали з Персефоною на лузі, коли її викрав Аїд.

## В мистецтві
Річка Стікс згадується в другій книзі поеми Д. Мільтона «Утрачений рай», який назвав цю річку «річкою смертельної ненависті вічної».
Фламандський художник Йоахім Патінір зобразив річку в своїй картині «Переправа через Стікс» (1520—1524; Прадо, Мадрид).

## Див. також

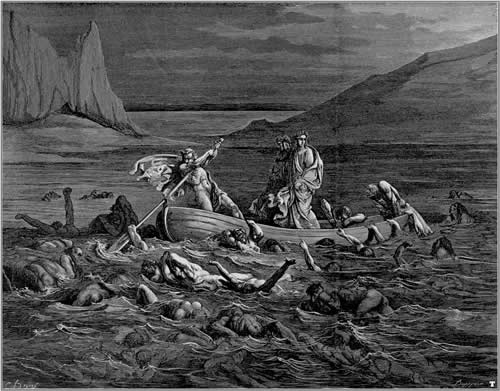
Стікс. Гравюра Гюстава Доре, 1861